# Cyclosa mulmeinensis
Cyclosa mulmeinensis Thorell, 1887 è un ragno appartenente alla famiglia Araneidae.

## Etimologia
Il nome proprio della specie deriva da Moulmein, città della bassa Birmania, capoluogo dello Stato Mon, uno dei luoghi di rinvenimento degli esemplari

## Caratteristiche
Gli esemplari femminili raccolti sono di dimensioni: cefalotorace lungo 1,44-1,70mm, largo 1,17-1,47mm; opistosoma lungo 2,00-3,03mm, largo 1,87-2,87mm.

## Distribuzione
La specie è stata reperita nella regione compresa fra l'Africa ed il Giappone, ed anche nelle Filippine: le principali località giapponesi sono: isola di Amami e isola di Okinoerabu, appartenenti alla prefettura di Kagoshima; isola di Ishigaki e di Iriomote nella prefettura di Okinawa.

## Tassonomia
Al 2013 non sono note sottospecie e dal 2012 non sono stati esaminati nuovi esemplari.